# CAME Dosson Calcio a 5 2020-2021
La voce raccoglie i dati riguardanti la CAME Dosson Calcio a 5, squadra di calcio a 5 militante in serie A, nelle competizioni ufficiali del 2020-2021.

## Trasferimenti

### Sessione estiva
| Pedro Espindola | Meta Catania        |
| Matheus Dener   | Ciampino Anni Nuovi |

| Gabriele Azzalin | Città di Mestre |
| Igor             | Peñíscola       |
| Daniel Ramos     | Petrarca        |

### Sessione invernale
| Daniele Feverati | Padova |

| Partenze | Partenze | Partenze | Partenze |
| Nome     | a        |          |          |
| -------- | -------- | -------- | -------- |

## Prima squadra
| N° | Naz.                 | Ruolo | Sportivo            | Anno       |  |  |
| -- | -------------------- | ----- | ------------------- | ---------- |  |  |
| 1  | Italia (bandiera)    | POR   | Lorenzo Pietrangelo | 24.06.1995 |  |  |
| 2  | Argentina (bandiera) | DIF   | Pablo Belsito       | 29.03.1986 |  |  |
| 4  | Italia (bandiera)    | LAT   | Alberto Albanese    | 06.11.2000 |  |  |
| 5  | Italia (bandiera)    | LAT   | Giacomo Azzoni      | 20.02.1995 |  |  |
| 7  | Brasile (bandiera)   | PIV   | Matheus Dener       | 10.10.1996 |  |  |
| 8  | Italia (bandiera)    | LAT   | Gabriele Ugherani   | 21.11.1994 |  |  |
| 9  | Italia (bandiera)    | PIV   | Alessandro Giuliato | 08.02.1999 |  |  |
| 10 | Spagna (bandiera)    | PIV   | Juan Fran           | 24.11.1999 |  |  |
| 12 | Italia (bandiera)    | PIV   | Arlan Pablo Vieira  | 03.07.1990 |  |  |
| 15 | Italia (bandiera)    | UNI   | Edgar Bertoni       | 24.07.1981 |  |  |
| 17 | Italia (bandiera)    | POR   | Daniele Feverati    | 09.09.1997 |  |  |
| 18 | Italia (bandiera)    | POR   | Michele Ronzani     | 17.10.1999 |  |  |
| 20 | Brasile (bandiera)   | LAT   | Thiago Grippi       | 09.07.1988 |  |  |
| 21 | Brasile (bandiera)   | LAT   | Murilo Schiochet    | 09.01.1993 |  |  |
| 22 | Italia (bandiera)    | POR   | Riccardo Ditano     | 01.10.1998 |  |  |
| 28 | Brasile (bandiera)   | DIF   | Pedro Espindola     | 12.07.1993 |  |  |